# Jászberényi Önkormányzat
A Jászberényi Önkormányzat a Jászberényi Városi Tanácsából 1990-ben a rendszerváltás során a tanácsrendszer megszűnésével jött létre, a helyi önkormányzatokról szóló 1990-es törvény értelmében. A polgármester a város lakossága által közvetlenül választott első számú vezetője, a jelenlegi 14 fős képviselő-testület vezetéséért felelős.

## Szervezet
A jászberényi képviselő-testület a polgármesterből és a választott önkormányzati képviselőkből áll, akiket a lakosság 5 évre választ meg. A jászberényi képviselők száma 1990–94 között 27, 1994–2010 között 23 volt, 2010-től 14-re csökkent.
Az önkormányzati választási rendszer 2010-es átalakítása során a jászberényi képviselők számát a város népességéhez képest határozzák meg, 25 000 és 50 000 fő között 10 egyéni választókerületi és 4 kompenzációs listás mandátummal rendelkezik, így 2010-ben 14 képviselőt választottak. A mandátumszerzési küszöb is megváltozott, 4%-ról 5%-ra, közös lista esetén pedig 10%-ra, illetve kettőnél több szervezet közös listája esetén 15%-ra nőtt.
A polgármestert és a települési képviselőket 1990 és 2014 között 4 éves ciklusokra választották meg, majd 2013-ban módosították az alkotmányt és a 2014-es választások után 4-ről 5 évre emelték a ciklusok hosszát.

## Történelem
1870-ben az elfogadott községi törvények alapján megszűnt Jászberény mezővárosi rangja és rendezett tanácsú várossá vált. Bevezették a polgármesterség intézményét, 1870 és 1950 között, majd 1990-től napjainkig a polgármester áll a város élén. Porosz mintára ugyanebben az évben bevezették a virilizmust is a magyar jogrendbe. A virilizmus a vagyonosok és a magas jövedelműek választójogot biztosító politikai és jogi elve volt, ami azt jelentette, hogy Jászberényben a legnagyobb adófizetők listájának az első 100 fője automatikusan a képviselő-testület tagjai lettek. A város polgármestere a virilisták közül került ki, aki pályázat útján jelentkezett a posztra és a képviselő-testület szavazott meg. Jászberényben ezt a rendszert egészen 1945-ig alkalmazták. Jászberény első képviselő-testülete 200 képviselőből állt, 100 virilisből és 100 választott képviselőből, akik 1873-ban megválasztották a város első polgármesterét Pintér Mihály korábbi főbírót.
1945-ben az Ideiglenes Nemzeti Kormány eltörölte a virilizmus intézményét az országban. Majd 1950-ben felváltotta az önkormányzati rendszert a tanácsrendszer. 1950 és 1990 között tanácselnökök álltak a város élén. 1950-ben megtartották a városban az első tanácsválasztást, amiben megválasztották Kapás Rezsőt a város első tanácselnökének.
1990-ben megtörtént a rendszerváltás, amiben a tanácsrendszert felváltotta a helyi önkormányzati rendszer. Az újonnan alakult első képviselő-testület 27 képviselőből állt, akik dr. Magyar Leventét választották meg polgármesternek. 1994-ben módosítottak a választási törvényen, ez alapján 27-ről 23 főre csökkent a képviselő-testület létszáma, és bevezették a közvetlen polgármester-választást. 2010-ben a kormányzat újabb módosításokat vezetett be az önkormányzatokat érintően, ez alapján a városi képviselők létszáma Jászberényben 23-ról 14 főre csökkent. A 2012-ben elfogadott alaptörvény alapján pedig 2014 óta az addigi 4 év helyett 5 évente tartanak helyi önkormányzati választást.

## Képviselő-testület
| Bódis Béla            | Fidesz – KDNP                   | 1. EVK                          | Bethlendy Béla               | Közösen Jászberényért Egyesület |                              |                              |                              |                              |                              |                              |                              |                              |                              |        |
| Tamás Zoltán          | Fidesz – KDNP                   | 2. EVK                          | Lénárt Gábor                 | Közösen Jászberényért Egyesület |                              |                              |                              |                              |                              |                              |                              |                              |                              |        |
| Szatmári Anikó        | Fidesz – KDNP                   | 3. EVK                          | Bobák Zsolt                  | Közösen Jászberényért Egyesület |                              |                              |                              |                              |                              |                              |                              |                              |                              |        |
| Bohárné Bathó Rozália | Fidesz – KDNP                   | 4. EVK                          | Dr. Kertész Ottó             | Közösen Jászberényért Egyesület |                              |                              |                              |                              |                              |                              |                              |                              |                              |        |
|                       |                                 | 5. EVK                          | Balogh Béla                  | Közösen Jászberényért Egyesület |                              |                              |                              |                              |                              |                              |                              |                              |                              |        |
| 6. EVK                | Verseginé Utasi Erzsébet        | Közösen Jászberényért Egyesület |                              |                                 |                              |                              |                              |                              |                              |                              |                              |                              |                              |        |
| 7. EVK                | Kollár Anita                    | Közösen Jászberényért Egyesület |                              |                                 |                              |                              |                              |                              |                              |                              |                              |                              |                              |        |
| 8. EVK                | Skultéti József                 | Közösen Jászberényért Egyesület |                              |                                 |                              |                              |                              |                              |                              |                              |                              |                              |                              |        |
| 9. EVK                | Pető Béla                       | Közösen Jászberényért Egyesület |                              |                                 |                              |                              |                              |                              |                              |                              |                              |                              |                              |        |
| 10. EVK               | Bozsik Ferenc                   | Közösen Jászberényért Egyesület |                              |                                 |                              |                              |                              |                              |                              |                              |                              |                              |                              |        |
| Párt                  | Párt                            | Mandátumok                      | Jelenlegi képviselő-testület | Jelenlegi képviselő-testület    | Jelenlegi képviselő-testület | Jelenlegi képviselő-testület | Jelenlegi képviselő-testület | Jelenlegi képviselő-testület | Jelenlegi képviselő-testület | Jelenlegi képviselő-testület | Jelenlegi képviselő-testület | Jelenlegi képviselő-testület | Jelenlegi képviselő-testület | Forrás |
|                       | Közösen Jászberényért Egyesület | 11                              | P                            |                                 |                              |                              |                              |                              |                              |                              |                              |                              |                              | [ 3 ]  |
|                       | Fidesz–KDNP                     | 4                               |                              |                                 |                              |                              |                              |                              |                              |                              |                              |                              |                              | [ 3 ]  |

### Korábbi képviselő - testületek
| Választás            | Képviselők | Képviselők száma | Testület | Polgármester       |
| -------------------- | --- | ---------------- | -------- | ------------------ |
| 1990. szeptember 30. | 9 SZDSZ – Fidesz 7 Független 6 FKgP 2 KDNP 2 MDF 1 MSZP                                                                            | 27               |          | Dr. Magyar Levente |
| 1994. december 11.   | 5 SZDSZ 5 FKgP – KDNP – MDF 4 MSZP 3 Független 2 EKGP 1 SZDSZ – MDF – KDNP – FKgP 1 J-N-SZ megyei Gazdakörök 1 Munkáspárt 1 Fidesz | 23               |          | Dr. Magyar Levente |
| 1998. október 18.    | 6 SZDSZ 5 Fidesz – FKgP – MDF 3 MSZP 3 Független 2 KDNP 1 Kisgazda Szövetség 1 Munkáspárt 1 Néppárt 1 Pont Színház Egyesület       | 23               |          | Dr. Magyar Levente |
| 2002. október 20.    | 7 Fidesz – MDF 7 MSZP 5 SZDSZ 2 Centrum 1 Független 1 Lungo Drom                                                                   | 23               |          | Dr. Magyar Levente |
| 2006. október 1.     | 6 Fidesz – KDNP 6 MSZP 4 SZDSZ 2 Fidesz 2 KDNP 2 Független 1 Centrum                                                               | 23               |          | Dr. Gedei József   |
| 2010. október 3.     | 10 Fidesz 1 MSZP 1 Jobbik 1 EJJE 1 Összefogás Jászberényért                                                                        | 14               |          | Dr. Szabó Tamás    |
| 2014. október 12.    | 10 Fidesz 2 Jobbik 1 MSZP 1 DK – Együtt                                                                                            | 14               |          | Dr. Szabó Tamás    |
| 2019. október 13.    | 7 Fidesz – KDNP 6 Közösen Jászberényért Egyesület 1 Mi Hazánk                                                                      | 14               |          | Budai Lóránt       |

## Jászberény vezetőinek a listája
|                                        | Polgármester/Tanácselnök  | Polgármester/Tanácselnök          | Hivatal kezdete      | Hivatal vége         | Párt            | Jelölő szervezet(ek)            | Választás |
| -------------------------------------- | ------------------------- | --------------------------------- | -------------------- | -------------------- | --------------- | ------------------------------- | --------- |
| Osztrák–Magyar Monarchia (1867 – 1918) |                           |                                   |                      |                      |                 |                                 |           |
| 1                                      |                           | Pintér Mihály (1813 – 1892)       | 1873. január 26.     | 1879. április 22.    | Szabadelvű Párt | Szabadelvű Párt                 | 1873      |
| 2                                      |                           | Elefánthy Sándor (1822 – 1896)    | 1879. április 22.    | 1893. április 16.    | Nemzeti Párt    | Nemzeti Párt                    | 1879      |
| 2                                      | 1884                      | Elefánthy Sándor (1822 – 1896)    | 1879. április 22.    | 1893. április 16.    | Nemzeti Párt    | Nemzeti Párt                    |           |
| 2                                      | 1890                      | Elefánthy Sándor (1822 – 1896)    | 1879. április 22.    | 1893. április 16.    | Nemzeti Párt    | Nemzeti Párt                    |           |
| 3                                      |                           | Koncsek István (1851 – 1933)      | 1893. május 28.      | 1896. szeptember 17. | Nemzeti Párt    | Nemzeti Párt                    | 1893      |
| 4                                      |                           | Dr. Almásy László ?               | 1896. december 30.   | 1896. december 30.   | Szabadelvű Párt | Szabadelvű Párt                 | 1896      |
| 5                                      |                           | Török Aladár (1861 – 1918)        | 1896. december 30.   | 1899. december 30.   | Szabadelvű Párt | Szabadelvű Párt                 | 1899      |
| 6                                      |                           | Czigány János (1850 – 1909)       | 1899. december 30.   | 1902. október 27.    | Szabadelvű Párt | Szabadelvű Párt                 | 1899      |
| 7                                      |                           | Koncsek István (1851 – 1933)      | 1902. október 27.    | 1914. november 8.    | FNP             | FNP                             | 1902      |
| 8                                      |                           | Vavrik Endre (1880 – 1946)        | 1914. november 28.   | 1918. november 1.    | Független       | Független                       | 1914      |
| Első Köztársaság (1918 – 1920)         |                           |                                   |                      |                      |                 |                                 |           |
| 9                                      |                           | Friedvalszky Ferenc (1878 – 1945) | 1918. december 12.   | 1920. március 1.     | Egységes Párt   | Egységes Párt                   | 1918      |
| Magyar Királyság (1920 – 1946)         |                           |                                   |                      |                      |                 |                                 |           |
| (9)                                    |                           | Friedvalszky Ferenc (1878 – 1945) | 1920. március 1.     | 1940. november 30.   | Egységes Párt   | Egységes Párt                   | 1920      |
| (9)                                    | 1929                      | Friedvalszky Ferenc (1878 – 1945) | 1920. március 1.     | 1940. november 30.   | Egységes Párt   | Egységes Párt                   |           |
| (9)                                    | 1939                      | Friedvalszky Ferenc (1878 – 1945) | 1920. március 1.     | 1940. november 30.   | Egységes Párt   | Egységes Párt                   |           |
| 10                                     |                           | Pénzes Sándor (1883 – 1951)       | 1940. november 30.   | 1945. április 4.     | Egységes Párt   | Egységes Párt                   | 1940      |
| 11                                     |                           | Tóth György István (1887 – 1959)  | 1945. április 4.     | 1946. február 1.     | MKP             | MKP                             |           |
| Második Köztársaság (1946 – 1949)      |                           |                                   |                      |                      |                 |                                 |           |
| (11)                                   |                           | Tóth György István (1887 – 1959)  | 1946. február 1.     | 1948. augusztus 31.  | MKP             | MKP                             |           |
| 12                                     |                           | Beszteri Mihály (1916 – 1993)     | 1948. szeptember 1.  | 1949. augusztus 20.  | FKgP            | FKgP                            | 1948      |
| Magyar Népköztársaság (1949 – 1989)    |                           |                                   |                      |                      |                 |                                 |           |
| (12)                                   |                           | Beszteri Mihály (1916 – 1993)     | 1949. augusztus 20.  | 1950. augusztus 15.  | FKgP            | FKgP                            |           |
| 13                                     |                           | Kapás Rezső (1913 – 1988)         | 1950. augusztus 15.  | 1953. január 31.     | MDP             | MDP                             | 1950      |
| 14                                     |                           | Faragó Sándor (1923 – ?)          | 1953. február 1.     | 1953. június 17.     | MDP             | MDP                             | 1953      |
| 15                                     |                           | Simon Lukács (1919 – ?)           | 1953. június 18.     | 1954. június 30.     | MDP             | MDP                             | 1953      |
| 16                                     |                           | Beszteri Mihály (1916 – 1993)     | 1954. július 1.      | 1955. május 20.      | MDP             | MDP                             | 1954      |
| 17                                     |                           | Soós Pál (1917 – ?)               | 1955. május 20.      | 1957. szeptember 15. | MDP/MSZMP       | MDP/MSZMP                       | 1955      |
| 18                                     |                           | Beszteri Mihály (1916 – 1993)     | 1957. szeptember 15. | 1957. november 22.   | MSZMP           | MSZMP                           | 1957      |
| 19                                     |                           | Bányai János (1922 – ?)           | 1957. november 22.   | 1970. november 1.    | MSZMP           | MSZMP                           | 1957      |
| 19                                     | 1958                      | Bányai János (1922 – ?)           | 1957. november 22.   | 1970. november 1.    | MSZMP           | MSZMP                           |           |
| 19                                     | 1963                      | Bányai János (1922 – ?)           | 1957. november 22.   | 1970. november 1.    | MSZMP           | MSZMP                           |           |
| 19                                     | 1967                      | Bányai János (1922 – ?)           | 1957. november 22.   | 1970. november 1.    | MSZMP           | MSZMP                           |           |
| 20                                     |                           | Bojti János ?                     | 1970. november 1.    | 1973. május 8.       | MSZMP           | MSZMP                           | 1970      |
| 21                                     |                           | Kárpáti József (1938-1995)        | 1973. május 8.       | 1979. június 1.      | MSZMP           | MSZMP                           | 1973      |
| 21                                     | 1975                      | Kárpáti József (1938-1995)        | 1973. május 8.       | 1979. június 1.      | MSZMP           | MSZMP                           |           |
| 22                                     |                           | Szalóki László (1939-2019)        | 1979. június 1.      | 1979. október 1.     | MSZMP           | MSZMP                           | 1979      |
| 23                                     |                           | Dr. Buzás Sándor (1935 – 2023)    | 1979. október 1.     | 1989. október 23.    | MSZMP           | MSZMP                           | 1979      |
| 23                                     | 1985                      | Dr. Buzás Sándor (1935 – 2023)    | 1979. október 1.     | 1989. október 23.    | MSZMP           | MSZMP                           |           |
| Harmadik köztársaság (1989 – )         |                           |                                   |                      |                      |                 |                                 |           |
| (23)                                   |                           | Dr. Buzás Sándor (1935 – 2023)    | 1989. október 23.    | 1990. október 26.    | MSZMP           | MSZMP                           |           |
| 24                                     |                           | Dr. Magyar Levente (1945 – )      | 1990. október 26.    | 2006. október 1.     | SZDSZ           | SZDSZ – Fidesz                  | 1990      |
| 24                                     | FKgP – KDNP – MDF – SZDSZ | Dr. Magyar Levente (1945 – )      | 1990. október 26.    | 2006. október 1.     | SZDSZ           | 1994                            |           |
| 24                                     | SZDSZ                     | Dr. Magyar Levente (1945 – )      | 1990. október 26.    | 2006. október 1.     | SZDSZ           | 1998                            |           |
| 24                                     | SZDSZ                     | Dr. Magyar Levente (1945 – )      | 1990. október 26.    | 2006. október 1.     | SZDSZ           | 2002                            |           |
| 25                                     |                           | Dr. Gedei József (1967 – )        | 2006. október 1.     | 2010. október 3.     | MSZP            | MSZP                            | 2006      |
| 26                                     |                           | Dr. Szabó Tamás (1957 – )         | 2010. október 3.     | 2019. november 10.   | Fidesz          | Fidesz                          | 2010      |
| 26                                     | Fidesz-KDNP               | Dr. Szabó Tamás (1957 – )         | 2010. október 3.     | 2019. november 10.   | Fidesz          | 2014                            |           |
| 27                                     |                           | Budai Lóránt (1980 – )            | 2019. november 10.   | Hivatalban           | Jobbik          | Közösen Jászberényért Egyesület | 2019      |
| 27                                     | 2019                      | Budai Lóránt (1980 – )            | 2019. november 10.   | Hivatalban           | Jobbik          | Közösen Jászberényért Egyesület |           |
| 27                                     | 2023                      | Budai Lóránt (1980 – )            | 2019. november 10.   | Hivatalban           | Jobbik          | Közösen Jászberényért Egyesület |           |
| 27                                     | 2024                      | Budai Lóránt (1980 – )            | 2019. november 10.   | Hivatalban           | Jobbik          | Közösen Jászberényért Egyesület |           |

### Hivatalban töltött idő szerint
| Rangsor | Polgármester/Tanácselnök | Hivatalban töltött idő | Időszak | Párt             |
| ------- | ------------------------ | ---------------------- | ------- | ---------------- |
| 1.      | Friedvalszky Ferenc      | 21 év, 354 nap         | 1       | Egységes Párt    |
| 2.      | Dr. Magyar Levente       | 15 év, 340 nap         | 1       | SZDSZ            |
| 3.      | Koncsek István           | 15 év, 124 nap         | 2       | Nemzeti Párt/FNP |
| 4.      | Elefánthy Sándor         | 13 év, 359 nap         | 1       | Nemzeti Párt     |
| 5.      | Bányai János             | 12 év, 344 nap         | 1       | MSZMP            |
| 6.      | Dr. Buzás Sándor         | 11 év, 25 nap          | 1       | MSZMP            |
| 7.      | Dr. Szabó Tamás          | 9 év, 38 nap           | 1       | Fidesz           |
| 8.      | Pintér Mihály            | 6 év, 86 nap           | 1       | Szabadelvű Párt  |
| 9.      | Kárpáti József           | 6 év, 24 nap           | 1       | MSZMP            |
| 10.     | Budai Lóránt             | 5 év, 118 nap          | 1       | Jobbik           |
| 11.     | Pénzes Sándor            | 4 év, 125 nap          | 1       | Egységes Párt    |
| 12.     | Dr. Gedei József         | 4 év, 2 nap            | 1       | MSZP             |
| 13.     | Vavrik Endre             | 3 év, 338 nap          | 1       | Független        |
| 14.     | Tóth György István       | 3 év, 149 nap          | 1       | MKP              |
| 15.     | Beszteri Mihály          | 3 év, 9 nap            | 3       | FKgP/MDP/MSZMP   |
| 16.     | Török Aladár             | 3 év, 0 nap            | 1       | Szabadelvű Párt  |
| 17.     | Czigány János            | 2 év, 301 nap          | 1       | Szabadelvű Párt  |
| 18.     | Bojti János              | 2 év, 269 nap          | 1       | Szabadelvű Párt  |
| 19.     | Kapás Rezső              | 2 év, 169 nap          | 1       | MDP              |
| 20.     | Soós Pál                 | 2 év, 118 nap          | 1       | MDP/MSZMP        |
| 21.     | Simon Lukács             | 1 év, 12 nap           | 1       | MDP              |
| 22.     | Faragó Sándor            | 136 nap                | 1       | MDP              |
| 23.     | Szalóki László           | 122 nap                | 1       | MSZMP            |
| 24.     | Dr. Almásy László        | 1 nap                  | 1       | Szabadelvű Párt  |